# Exocentrus galloisi
Exocentrus galloisi är en skalbaggsart som beskrevs av Masaki Matsushita 1933. Exocentrus galloisi ingår i släktet Exocentrus och familjen långhorningar. Inga underarter finns listade i Catalogue of Life.